# 디지털펫

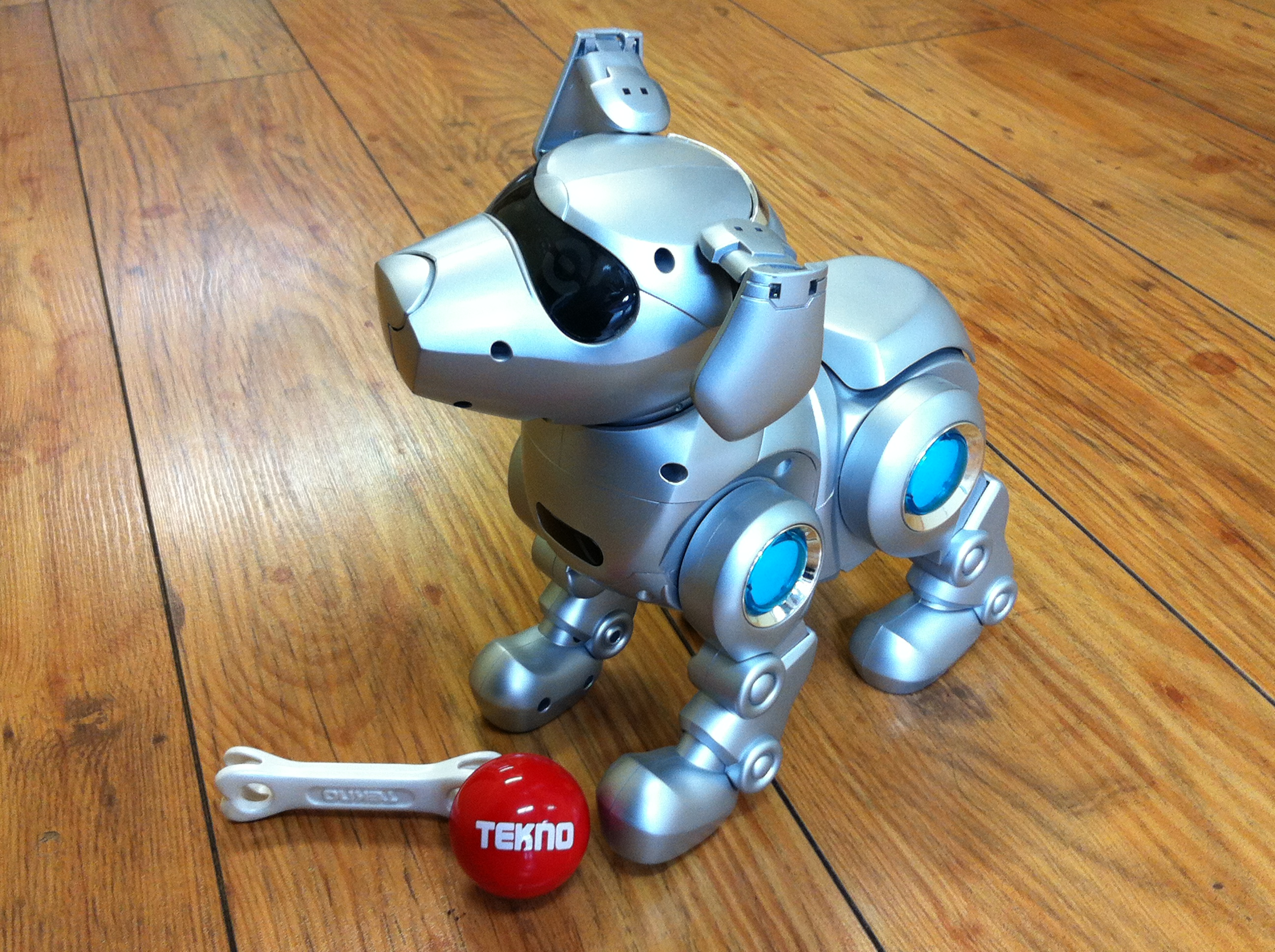

디지털펫(digital pet), 가상펫(virtual pet, artificial pet, pet-raising simulation), 사이버펫, 사이버애완견은 인간이 만들어낸 동반자의 일종이다.
보통은 동료애나 즐거움을 위해 키운다. 사람들은 디지털펫을 실제 애완동물 대신 키울 수 있다. 사이버펫과 다마고치는 최초의 대중적인 디지털펫들에 속한다.
디지털펫은 이들이 구동되는 하드웨어 외에는 물리적인 형태를 갖고 있지 않다. 가상펫과 소통하는 일은 목표 지향일 수도, 그렇지 않을 수도 있다. 목표 지향일 경우 사용자는 가능한 오래 이 동물을 생존시켜야 하며 더 큰 형태로 키우는 것을 도와주는 경우가 있다. 애완동물을 생존시키고 키우는 일에는 먹이주기, 그루밍, 놀아주기가 필요하다. 소통이 목표 지향이 아닌 경우 사용자는 애완동물의 캐릭터를 탐험하고 그루밍과 놀아주기를 통해 동물과의 관계를 쌓는 느낌을 즐길 수 있다.
디지털펫은 다마고치나 디지털 몬스터 시리즈와 같이 Petz 시리즈, 판타지 시리즈에서처럼 실제 동물의 시뮬레이션일 수 있다. 생활 시뮬레이션과 달리 이 애완견동물은 보통 번식을 하지 않는다.

## 같이 보기
- AIBO